# 코케 (1987년)
호르헤 안두하르 모레노(스페인어: Jorge Andújar Moreno, 1987년 4월 26일 ~ )는 코케(Coke)라는 별칭으로 알려져 있는 스페인의 축구 선수이다. 주요 포지션은 측면 미드필더 또는 우측 풀백이다. 안정적인 수비 능력과 좋은 크로스를 가졌다는 평가를 받고 있다.

## 클럽 경력
2016년 7월 31일, 리로이 자네의 대체자로 FC 샬케 04는 세비야 FC의 주장 코케를 단돈 이적료 500만 유로에 3년 계약으로 영입했다.